# Rabazal
Il Rabazal (in spagnolo, Rabazal, in portoghese, Rabaçal) è un fiume della penisola iberica che dà origine, insieme al fiume Tuela, al fiume Tua, a sua volta affluente del Duero.

## Corso del fiume
Nasce nel massiccio Galaico-Leonés nella provincia di Ourense (Galizia - Spagna) in prossimità della frontiera col Portogallo dove entra nel territorio del comune di Vinhais (distretto di Bragança).
A nord di Mirandela si unisce al fiume Tuela per dare origine al fiume Tua.

## Affluente
- Fiume Mente

## Dighe sul fiume
- Diga di Rebordelo
- Diga di Sonim

## Architetture storiche
Come vari altri fiumi del nord del Portogallo, sul fiume Rabazal sono costruiti alcuni ponti romani tra cui il ponte fra Santalha ed Edroso, incassato al fondo di una valle, e il ponte sulla strada Bouça-Valpaços.